# Дом-музей С. Д. Дрожжина
Дом-музей С. Д. Дрожжина — мемориальный музей, посвященный крестьянскому поэту Спиридону Дрожжину. Музей хранит реликвии и творческое наследие поэта.
Является филиалом Тверского государственного объединённого музея.

## История

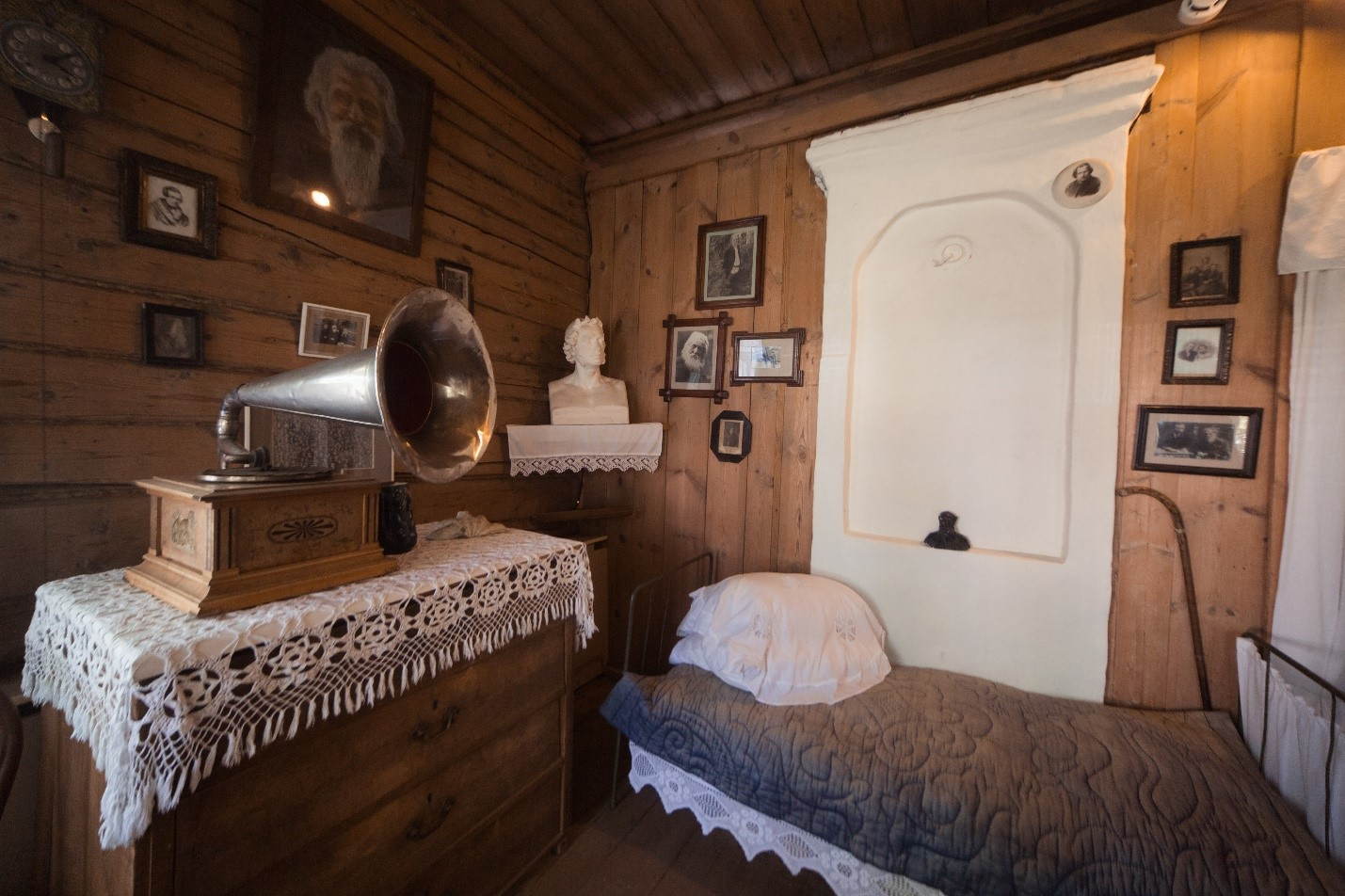
Интерьер Дома-музея С. Д. Дрожжина

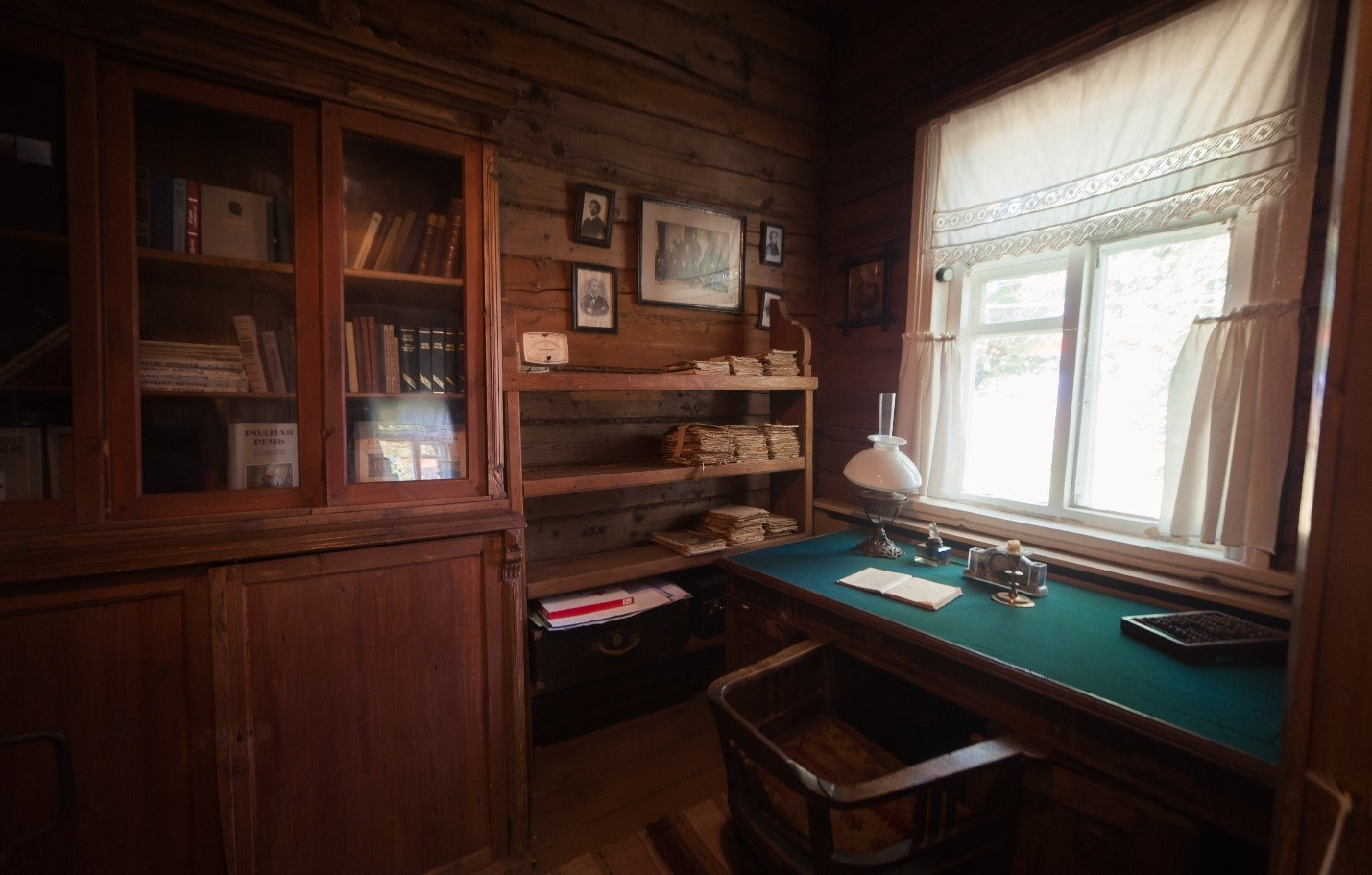
Зал дома С. Д. Дрожжина

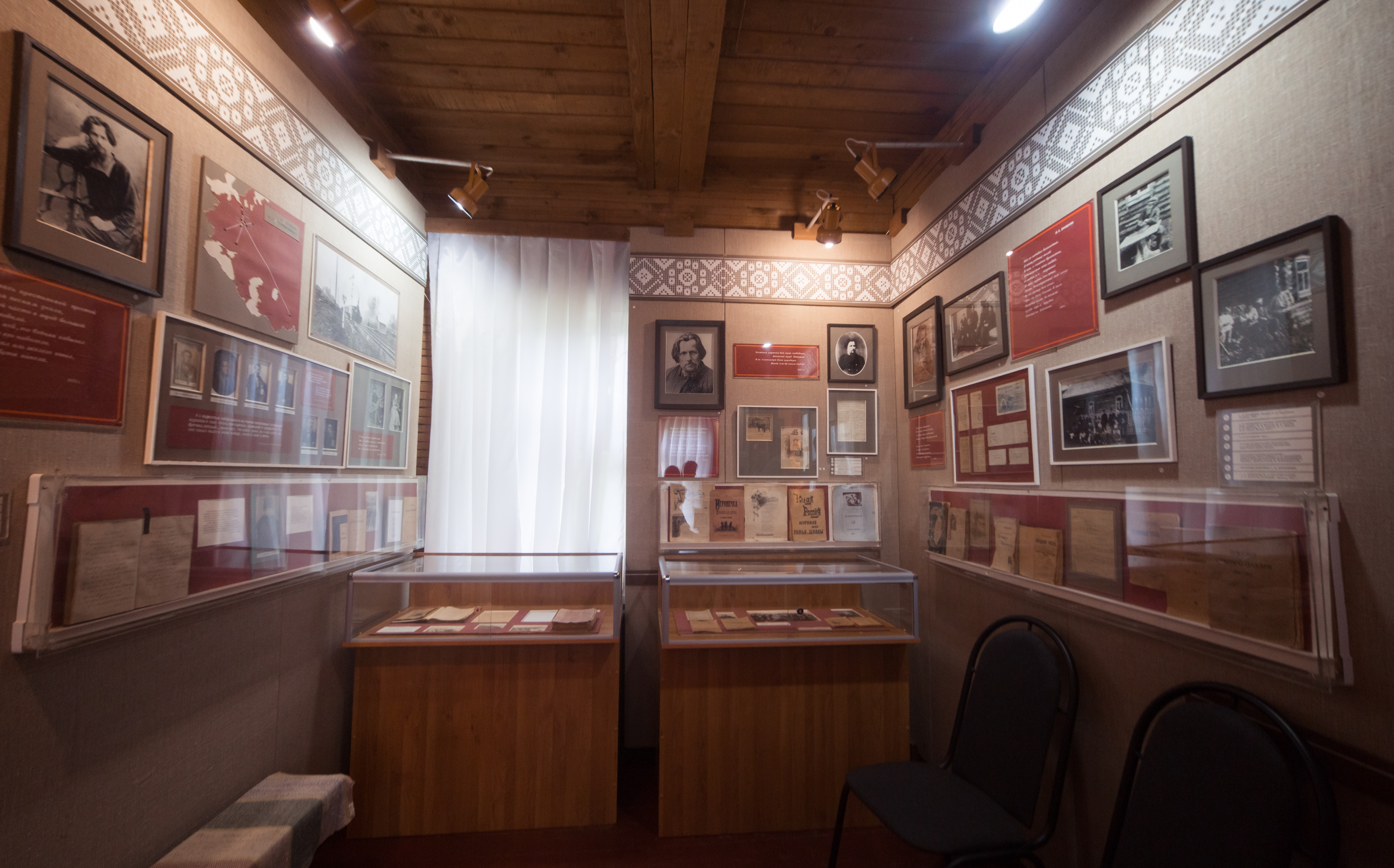
Экспозиция Дома-музея С. Д. Дрожжина

Одной из достопримечательностей поселка Новозавидовский является небольшой бревенчатый дом-музей крестьянского поэта Спиридона Дмитриевича Дрожжина (1848—1930 гг.) С. Д. Дрожжин — поэт некрасовского направления. Основные темы его стихотворений: жизнь русской деревни, картины крестьянского труда и быта, красота родного Верхневолжья.

## Экспозиции
В музее три зала: литературный, мемориальный и выставочный.
Экспозиция литературного отдела знакомит с жизнью и творчеством С. Д. Дрожжина. Она представлена многочисленными уникальными фотографиями, рукописями поэта, сборниками его стихов и другими ценными материалами. Среди них — графический портрет С. Д. Дрожжина, выполненный известным художником И. К. Пархоменко, документы о назначении С. Д. Дрожжину российской Академией Наук пожизненной пенсии, извещение о том, что он избран почётным членом Всероссийского Союза поэтов, приветствие от Академии Наук СССР, фотографии учреждений, которым присвоено имя С. Д. Дрожжина.
В экспозиции демонстрируются ноты и пластинки с записями голоса Н. В. Плевицкой — основной исполнительницы песен и романсов на слова Дрожжина. Здесь можно увидеть многочисленные подарки музею к юбилеям поэта.
Интерьер выстроен как при жизни поэта: русская и высокая голландская печи, летняя изба с личной библиотекой, столовая и рабочий кабинет.